# Franc Kurinčič
Franc Kurinčič, slovenski publicist, tigrovec, izseljenec v Argentino in povratnik, * 28. november 1900, Idrsko, † avgusta 1995, Ljubljana.
Franc Kurinčič se je rodil kot najstarejši otrok v številčni narodnostno zavedni družini, ki je živela v vasi Idrsko pri Kobaridu. Družina in Franc so bili v jedru kulturne dejavnosti, zlasti s krajevno godbo. Po prvi svetovni vojni, ko je Primorska prišla pod Italijo in zlasti po prihodu fašistične so oblasti nasilno ukinile vse oblike narodnega izražanja, zavedne Slovence pa so preganjali. V takih razmerah se je Franc odločil za izselitev v Argentino (leta 1929, kasneje se mu je pridružila Lucija, žena), kjer je kljub skromnem in napornem življenju (največ se je ukvarjal s prodajo vina na drobno) nadaljeval z organiziranjem kulturne dejavnosti. Bil je ustanovni predsednik Slovenskega prosvetnega društva v Buenos Airesu. Med drugo svetovno vojno so organizirali kulturno in politično propagando za podporo osvobodilnemu boju v Sloveniji in Jugoslaviji. 
V Slovenijo se je vrnil leta 1948 s prvo skupino povratnikov na ladji »Partizanka«. Z ženo Lucijo in hčerko Zoro je živel v Ljubljani do svoje smrti.
Svoje dnevnike je v knjižni obliki objavil pod naslovom Na tej in na oni strani oceana (Založba Borec, Ljubljana 1981) (COBISS)